# خروزلیستوک
خروزلیستوک (به لاتین: Chrüzlistock) یک کوه در سوئیس است که در کانتون گراوبوندن واقع شده‌است. خروزلیستوک ۲٬۷۱۷ متر بالاتر از سطح دریا واقع شده‌است.